# Wellsville (Ohio)
Pour les articles homonymes, voir Wellsville.
Wellsville est une ville américaine située dans le comté de Columbiana, dans l’Ohio. Selon le recensement de 2020, sa population est de 3 113 habitants.